# Roquebrune-Cap-Martin
Roquebrune-Cap-Martin (Occitaans: Ròcabruna of Ròcabruna e/de Caup Martin; Italiaans: Roccabruna-Capo Martino) is een gemeente in het Franse departement Alpes-Maritimes (regio Provence-Alpes-Côte d'Azur). De plaats maakt deel uit van het arrondissement Nice. Roquebrune-Cap-Martin telde op 1 januari 2022 12.419 inwoners.
Een aanzienlijk deel van dit middeleeuwse stadje onder de rook van Monaco is slechts te voet via trappen bereikbaar. In de gemeente bevinden zich de villa E-1027 van Eileen Gray, het Unesco werelderfgoed le cabanon van Le Corbusier en het station Roquebrune-Cap-Martin.

## Geografie
De oppervlakte van Roquebrune-Cap-Martin bedraagt 9,33 vierkante kilometer; Op 1 januari 2022 was de bevolkingsdichtheid 1.331,1 inwoners per km².
De onderstaande kaart toont de ligging van Roquebrune-Cap-Martin met de belangrijkste infrastructuur en aangrenzende gemeenten.

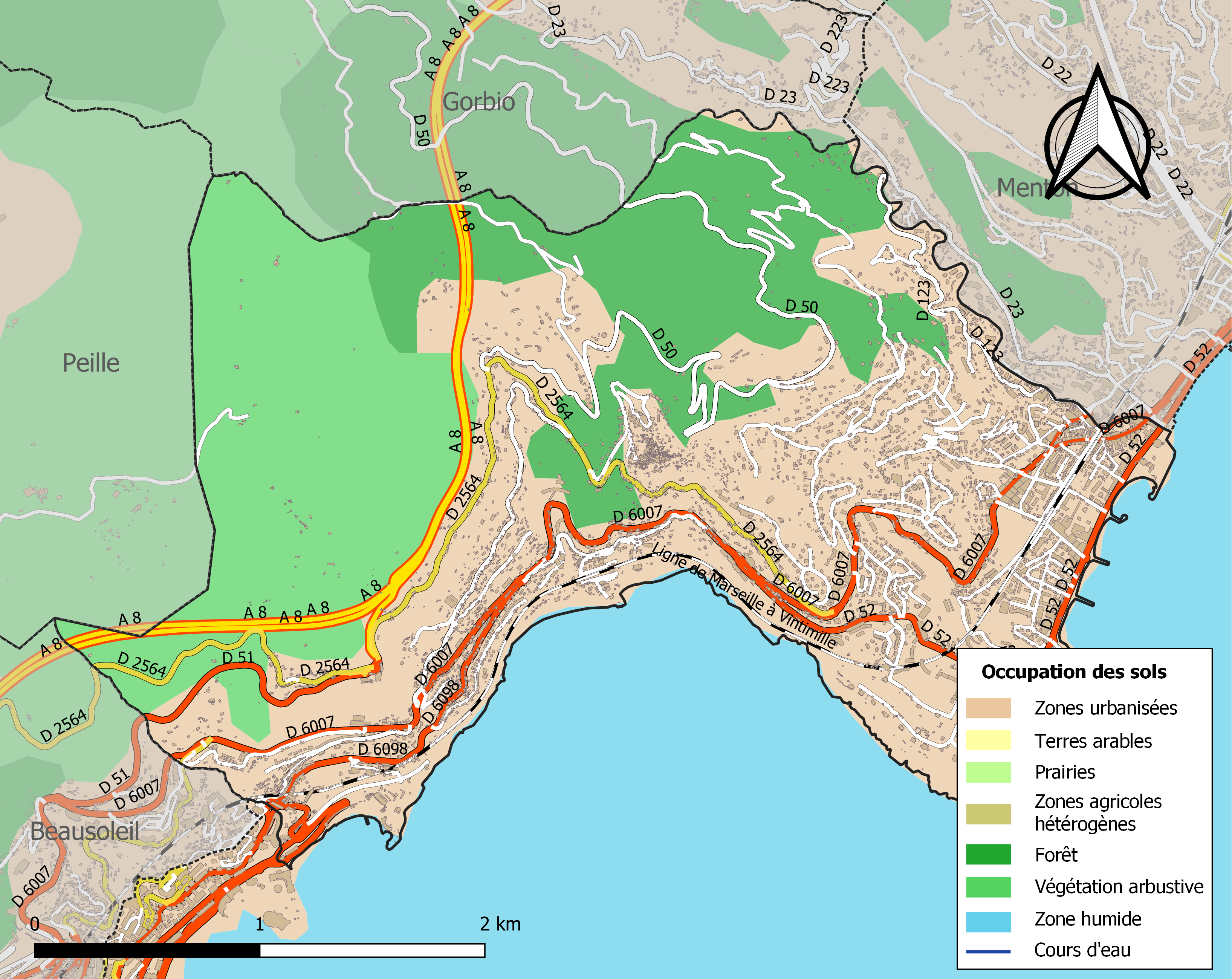

## Verkeer en vervoer
In de gemeente liggen de spoorwegstations Roquebrune-Cap-Martin en Carnolès.

## Geschiedenis
Karel I van Monaco veroverde Roquebrune in 1355. Tijdens de regeerperiode van Florestan I van Monaco kwamen de plaatsen Menton en Roquebrune-Cap-Martin in 1848 opstand. Deze plaatsen maakten 80% uit van de oppervlakte van het prinsdom. Ze verklaarden zichzelf onafhankelijk onder de bescherming van het Koninkrijk Sardinië. In 1861 sloten Frankrijk en Monaco het Frans-Monegaskisch Verdrag. Karel III van Monaco verkocht beide plaatsen aan Frankrijk tegen een vergoeding van 4 miljoen frank en de belofte dat er een spoorlijn naar Monaco zou worden aangelegd.

## Demografie
Onderstaande figuur toont het verloop van het inwonertal.
Vanwege een beveiligingsprobleem met de MediaWiki Graph-software is het momenteel niet mogelijk deze grafiek weer te geven. Zodra de software is bijgewerkt zal de grafiek vanzelf weer zichtbaar worden.

## Sport
Ondanks dat de naam van het tennistoernooi anders doet vermoeden, wordt het ATP-toernooi van Monte Carlo jaarlijks in Roquebrune-Cap-Martin gespeeld. Het toernooi op gravel vindt plaats in april.

## Geboren
- Maximilien Vegelin van Claerbergen (1927-2011), diplomaat
- Gilles Panizzi (1965), Frans rallyrijder

## Overleden
- Karel August Willem Nicolaas van Saksen-Weimar-Eisenach (1844-1894), zoon van groothertog Karel Alexander van Saksen-Weimar-Eisenach en prinses Sophie van Oranje-Nassau.
- Alexander Michajlovitsj van Rusland (1866-1933), grootvorst van Rusland
- William Butler Yeats (1865-1939), Iers dichter, toneelschrijver en mysticus
- Le Corbusier (1887-1965), Zwitsers-Frans architect en stedenbouwkundige

## Weetjes
- Elisabeth von Wittelsbach, keizerin van Oostenrijk, beter bekend als Sisi, verbleef van 1896-1897 in Cap Martin.
- De Nederlandse vervalser Han van Meegeren woonde van 1932 tot 1938 in Roquebrune-Cap-Martin.
- De Nederlandse fotograaf Sem Presser woonde van 1951 tot 1965 in Roquebrune-Cap-Martin.
- De James Bondfilm Never Say Never Again (1983) is gedeeltelijk in Roquebrune-Cap-Martin opgenomen.
- Tijdens het Wereldkampioenschap voetbal 1998 was Roquebrune-Cap-Martin de locatie voor het programma Villa BvD van Frits Barend en Henk van Dorp.

Castellar · Castillon · Gorbio · Menton · Roquebrune-Cap-Martin · Sainte-Agnès